# Embalse de Loriguilla
Embalse de Loriguilla är en dammbyggnad i Spanien.   Den ligger i provinsen Província de València och regionen Valencia, i den östra delen av landet, 250 km öster om huvudstaden Madrid. Embalse de Loriguilla ligger 405 meter över havet.
Terrängen runt Embalse de Loriguilla är kuperad åt sydväst, men åt nordost är den platt. Runt Embalse de Loriguilla är det glesbefolkat, med 11 invånare per kvadratkilometer. Närmaste större samhälle är Villar del Arzobispo, 9,3 km nordost om Embalse de Loriguilla. Omgivningarna runt Embalse de Loriguilla är i huvudsak ett öppet busklandskap.